# Љубиша Стефановић
Љубиша Стефановић „Лео“ (Београд, 4. јануар 1910 — Ница, 17. мај 1978) је бивши југословенски фудбалер и фудбалски тренер.
Играо је на позицији центархалфа, прво у Вардару, а затим у Јединству. Током 1928. играо је за БСК, одакле је када је завршио гимназију отишао на даље школовање прво у Брисел, а затим у Монпеље, где је уписао право.
Заједно са Ивицом Беком наступао је за Сет, са којим је освојио Куп 1930. У Француској је наступао још и за Ним, Сент Етјен, Тулуза и Олимпик Авињон у којем је завршио каријеру због теже повреде колена.
Једанпут је обукао дрес градске селекције Београда и четири пута носио дрес репрезентације Југославије. Сва четири пута је то било ван домовине. Дебитовао је за репрезентацију 14. јула 1930. против Бразила на Светском првенству. Репрезентација Југославије је на том првенству завршила такмичење поразом од Уругваја са 6-1, у полуфиналу. Последњи меч у дресу са државним грбом је одиграо непосредно после тог Светског првенства, 3. августа 1930. против Аргентине у Буенос Ајресу.
Током рата био је мобилисан и борио се у саставу француских алпских јединица, а после рата, већ као француски држављанин, три године је радио као тренер са јуниорима и био функционер у регионалној тренерској организацији.
Од 1975. живео је као пензионер са малим приходима у Ници, а радио је још и као чувар паркинга за аутомобиле. Умро је са 68 година у потпуној немаштини.